# هاينر مورينج
هاينر مورينج مواليد 3 أغسطس 1964 في إسن، ألمانيا الغربية، هو لاعب كرة مضرب سابق وكان يلعب باليد اليمنى. أعلى تصنيف له في الفردي كان المركز الـ 135 في سنة 1988. أعلى تصنيف له في الزوجي كان المركز الـ 193 في سنة 1988.

## روابط خارجية
- هاينر مورينج على موقع رابطة محترفي التنس (الإنجليزية)
- هاينر مورينج على موقع الاتحاد الدولي لكرة المضرب (الإنجليزية)
- هاينر مورينج على موقع خلاصة التنس.كوم (الإنجليزية)